# 韩明 (1929年)
韩明（1929年—），男，祖籍广东新会，生于英属南美特立尼达岛，中华人民共和国外科学家，曾任湖南省政协副主席。